# Benno Schulthess

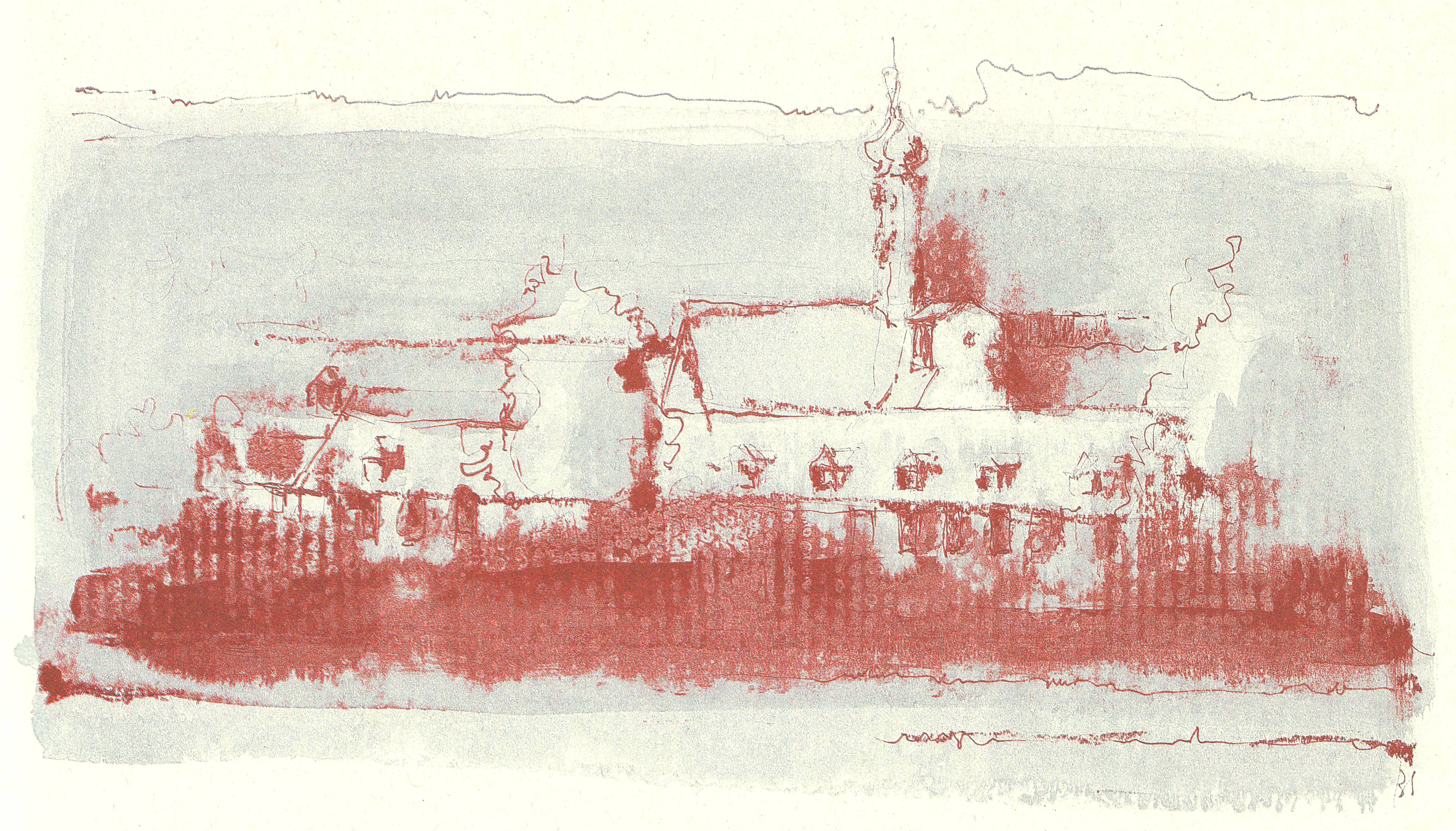
Kloster Wettingen, Zeichnung, 1994

Benno Schulthess (* 27. Februar 1938 in Zürich; † 3. November 2014 ebenda; heimatberechtigt in Zürich und Hüttwilen) war ein Schweizer Maler, Grafiker und Bildhauer.
Er wuchs im thurgauischen Nussbaumen auf und studierte Rechtswissenschaften. Nach zwei Jahrzehnten Tätigkeit als Wirtschaftsjurist wechselte er seinen Beruf und wurde freischaffender Künstler. Neben anderen Auszeichnungen gewann er 1998 den Schweizer Preis «Künstler des Jahres». 
Seine Werke umfassen Ölgemälde, Aquarelle, Zeichnungen, Kupferdrucke, Lithographien, Serigraphien, Plastiken aus Bronze, Holz, Stahl und Glas. Er illustrierte Bücher und nahm an zahlreichen Ausstellungen teil.
Schulthess wohnte in Widen, Kanton Aargau, und in Brissago, Tessin. 